# Gabriel Jesus
Gabriel Fernando de Jesus (* 3. April 1997 in São Paulo) ist ein brasilianischer Fußballspieler. Der Stürmer steht seit Juli 2022 beim FC Arsenal unter Vertrag.

## Karriere

### Verein
Gabriel Jesus wurde in São Paulo geboren und wuchs im Stadtteil Cachoeirinha auf, wo er schon früh mit Straßenfußball begann. Er schloss sich verschiedenen kleineren Klubs im Viertel an. Er startete bei Pequeninos do Meio Ambiente. Hier setzte der Trainer ihn zunächst als Verteidiger ein. Seine letzte Station war der Associação Atlética Anhanguera. 2013, kurz vor seinem 16. Geburtstag, wechselte er in die Jugendabteilung des traditionsreichen Vereins Palmeiras São Paulo.

### Palmeiras São Paulo
Im Januar 2014 unterzeichnete Gabriel Jesus einen Profivertrag bei Palmeiras. In der U-17-Meisterschaft erzielte er 2014 in 22 Spielen 37 Tore. Ab August 2014 stand er mehrfach im Kader der abstiegsbedrohten Profimannschaft, ohne eingesetzt zu werden. Einige Fans forderten seinen Einsatz per Petition.
Sein Profidebüt gab Gabriel Jesus am 7. März 2015 in der Staatsmeisterschaft von São Paulo, insgesamt wurde er in der Spielzeit acht Mal eingesetzt. Palmeiras verlor im Finale nach Elfmeterschießen gegen den FC Santos. Am 29. April hatte er seinen ersten Einsatz in der Copa do Brasil und kurz darauf auch in der Série A, der höchsten brasilianischen Spielklasse. In 20 Einsätzen in der Saison 2015 schoss er vier Tore und wurde zum besten Nachwuchsspieler der Liga gewählt. Im Pokal traf er drei Mal in neun Partien. Er stand auch im Hin- und Rückspiel des Finals auf dem Feld, das Palmeiras gegen Santos gewinnen konnte.
Sein internationales Debüt gab Gabriel Jesus am 17. Februar 2016 im Gruppenspiel der Copa Libertadores gegen CA River Plate, wo er beim 2:2-Unentschieden auch einen Treffer erzielte. In insgesamt fünf Einsätzen in der Gruppenphase traf er vier Mal, im Rahmen der Staatsmeisterschaft kamen weitere vier Treffer in zehn Spielen hinzu.

### Manchester City
Im August 2016 wurde Gabriel Jesus von Manchester City unter Vertrag genommen und mit einem bis zum 30. Juni 2021 datierten Vertrag ausgestattet. Er spielte die Saison 2016 für Palmeiras zu Ende und stieß im Januar 2017 auf den von Pep Guardiola trainierten Kader.
Er gab beim 2:2 am 22. Spieltag gegen Tottenham Hotspur sein Debüt für Manchester City. Am darauffolgenden Spieltag erzielte er beim 4:0-Sieg gegen West Ham United sein erstes Tor für seinen neuen Klub. Beim 2:1-Erfolg über Swansea City am 24. Spieltag erzielte er beide Tore für Manchester City. Am 14. Februar 2017 gab sein Klub bekannt, dass sich Gabriel Jesus im Spiel gegen AFC Bournemouth einen Mittelfußbruch zuzog. Es wurde geschätzt, dass er bis zu drei Monate ausfallen wird.
Am Ende der Saison 2021/22 verließ Gabriel City, wo er insgesamt 11 Titel gewann. Vier Premier-League-Titel, vier Carabao Cups, ein FA Cup und zwei Community Shields. Er bestritt 236 Spiele, stand 14.297 Minuten auf dem Platz, erzielte 95 Tore und lieferte 46 Vorlagen.

### FC Arsenal
Zur Saison 2022/23 wechselte Jesus innerhalb der Premier League zum FC Arsenal.

### Nationalmannschaft
Mit der brasilianischen U-20-Nationalmannschaft nahm Gabriel Jesus 2015 an der U-20-Weltmeisterschaft in Neuseeland teil. Er spielte in allen sechs Partien bis zum Finale, dabei schoss er ein Tor und verwandelte im Achtel- und im Viertelfinale jeweils seinen Versuch im Elfmeterschießen. Im Finale unterlag die brasilianische Auswahl den Serben mit 1:2 nach Verlängerung.
Im August 2016 nahm er bei den Olympischen Spielen 2016 in Rio de Janeiro teil. Am 20. August 2016 gewann er schließlich im Finale gegen Deutschland Olympiagold. Im Rahmen der Qualifikation zur Fußball-Weltmeisterschaft 2018 bestritt Gabriel Jesus am 1. September 2016 sein erstes Spiel für den A-Kader der Nationalmannschaft. Im Spiel gegen Ecuador lief er von Beginn an auf. In dem Spiel erzielte er seine ersten Tore für das Team. Er traf jeweils mit dem rechten Fuß in der 87. Minute nach Vorlage von Marcelo und in der 90. nach Vorlage von Neymar. Auch im Zuge der Copa América 2019 stand Gabriel Jesus im Kader der Mannschaft. Mit dieser konnte er den Titel gewinnen. Dabei stand er in fünf Spielen in der Anfangsformation und wurde einmal eingewechselt (zwei Tore). Im Finale gegen Peru wurde er in der 70. Minute mit einer gelb-roten Karte vom Platz gestellt, nachdem er in der 30. bereits gelb sah. Sein Verhalten auf dem Platz und daneben, nach dem Platzverweis, wurde vom CONMEBOL mit einer zweimonatigen Suspendierung von allen Länderspielen geahndet.

## Titel und Auszeichnungen

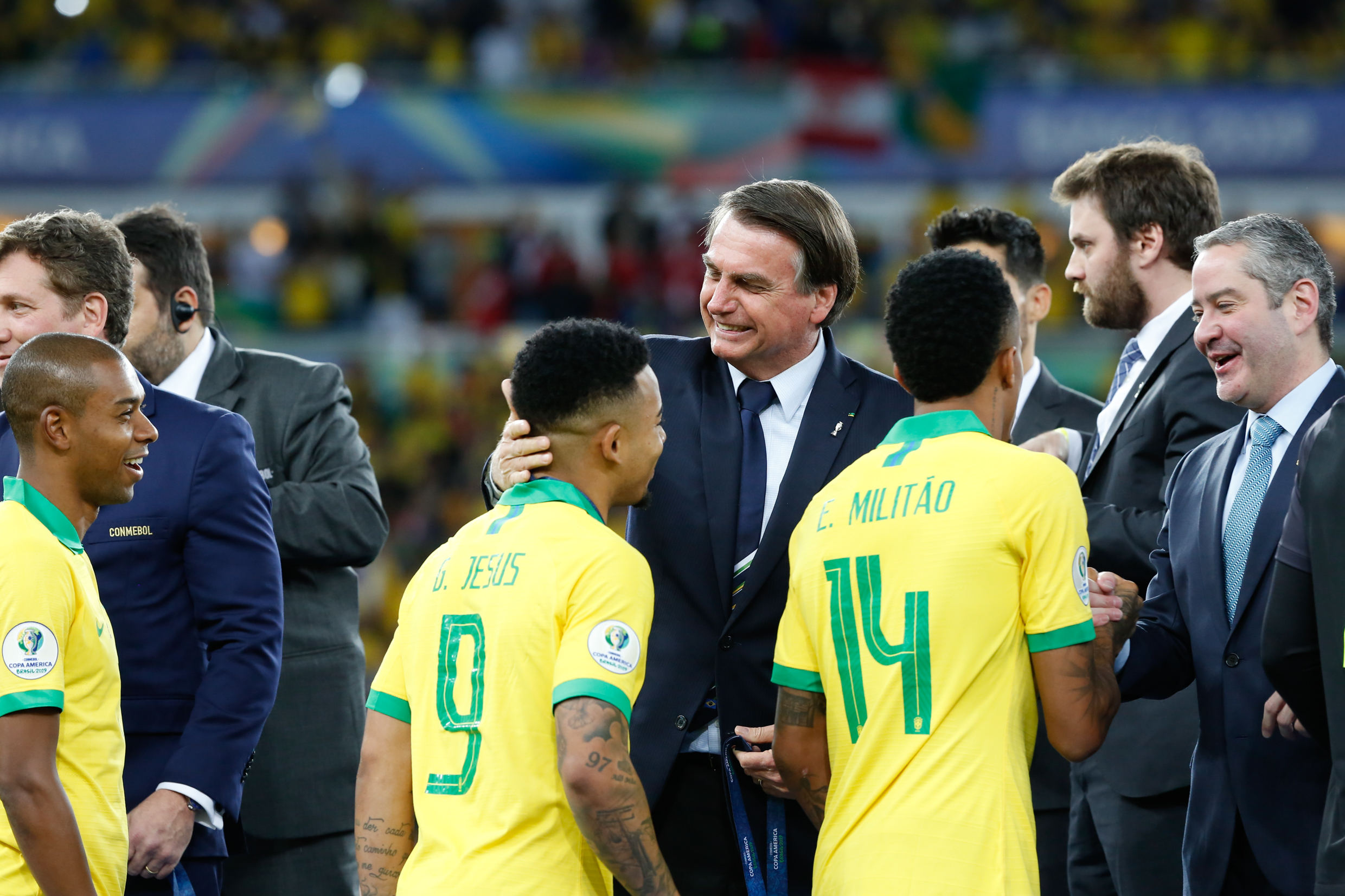
Gabriel Jesus bei der Siegerehrung nach dem Gewinn der Copa América (2019)

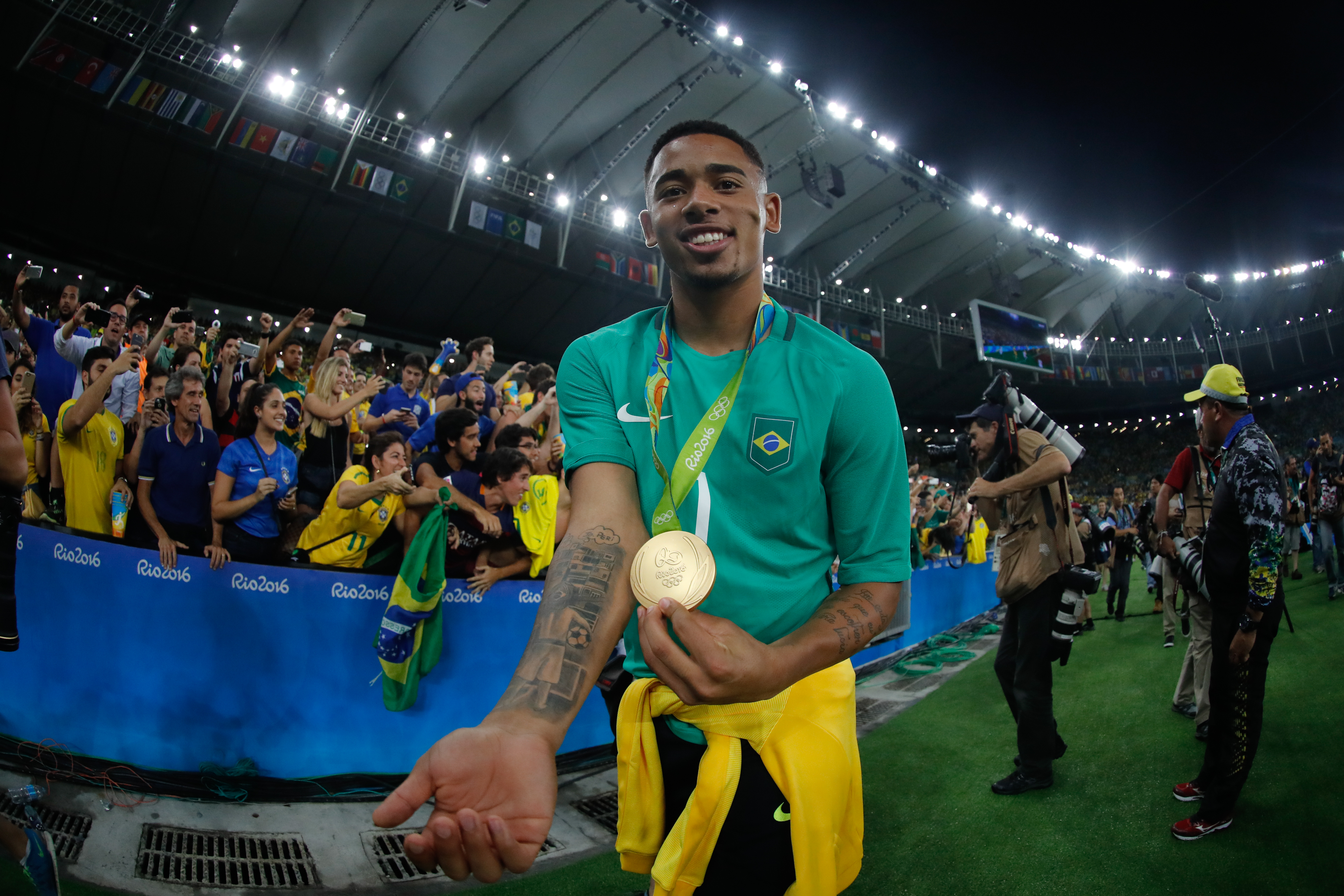
Gabriel Jesus mit der olympischen Goldmedaille (2016)

### Nationalmannschaft
- Copa-América-Sieger: 2019
- Olympiasieger: 2016

### Vereine
Brasilien
- Meister: 2016
- Pokalsieger: 2015

England
- Meister (4): 2018, 2019, 2021, 2022
- Pokalsieger: 2019
- Ligapokalsieger (4): 2018, 2019, 2020, 2021
- Supercupsieger: 2019

### Auszeichnungen
- Bester Nachwuchsspieler Brasiliens: 2015
- Bola de Ouro: 2016
- Prêmio Craque do Brasileirão: Bester Spieler des Jahres 2016

## Privates
Jesus wuchs ohne Vater auf. Dieser verließ die Familie, während seine Mutter mit ihm schwanger war.
Jesus ist Fan der brasilianischen Hip-Hop-Band Racionais MC’s. Insbesondere deren 2002 veröffentlichter Song A Vida é Desafio ist ihm eine Inspiration. Die Eröffnungsverse des Songs bedeuten Das Leben ist eine große Herausforderung, dieses Motto hat Jesus zu seinem Mantra gemacht. Das Lied hört er jeden Tag mindestens einmal und vor jedem Spiel. Jesus hat sich Teile des Songs neben einem Fußball auf den Brustkorb tätowieren lassen.